# Antoon Picard
Antoon Picard (Antwerpen, 1 juni 1884 - Grimbergen, 29 september 1949) was een Belgisch arts, activist en lid van de Raad van Vlaanderen.

## Levensloop
Na het middelbaar onderwijs aan het koninklijk atheneum in Antwerpen promoveerde hij tot doctor in de geneeskunde aan de Rijksuniversiteit Gent en vestigde zich als arts in Antwerpen.
Vanaf het atheneum was hij Vlaamsgezind. In 1905 was hij lid van de Vlaamsche Bond en redactielid van De Goedendag.  Aan de universiteit werd hij beïnvloed door Julius Mac Leod en was hij actief in de kring Ter Waarheid, die naast Vlaamsgezindheid ook een anarchistische en socialistische opstelling had. 
In Antwerpen werd hij actief voor de vernederlandsing van de Gentse universiteit. In 1911 werd hij lid van de Liberale Volkspartij.
Tijdens de Eerste Wereldoorlog sloot hij zich aan bij het activisme. Hij was betrokken bij de oprichting van de Antwerpse afdeling van Volksopbeuring. Na de vernederlandsing van de Gentse universiteit werd hij hoogleraar topografische anatomie. Hij werd ook lid van de Raad van Vlaanderen, waarvan hij echter nog voor de teleurgang van deze instelling ontgoocheld ontslag nam.
In november 1918 vluchtte hij naar Nederland en legde in Leiden het Nederlandse artsen-examen af. Hij werd benoemd tot hoogleraar anatomie aan de universiteit van Soerabaja (Nederlands Indië). In 1927, na de uitdovingswet, keerde hij naar België terug en hernam zijn praktijk in Antwerpen. Hij werd datzelfde jaar medestichter en voorzitter van de Antwerpse afdeling van het Vlaams Kruis en in 1931 werd hij algemeen ondervoorzitter. Hij werd tevens bestuurslid van het Algemeen Vlaams Geneesherenverbond.
Van 1932 tot 1938 was hij Antwerps gemeenteraadslid voor het Vlaamsche Front en werd bestuurslid van de Volksuniversiteit Herman van den Reeck.
Tijdens de Tweede Wereldoorlog stapte hij, net als andere van zijn gezin, in de collaboratie. Hij werd voorzitter van het Duitsvriendelijke Algemeen Vlaams Geneesherenverbond en was een van de oprichters van de Orde van Geneesheren, een in 1938 opgerichte instelling die door de Nieuwe Orde werd ingepalmd.
In 1944 vluchtte hij naar Duitsland. In 1945 was hij weer in België en werd gearresteerd. Zijn gezondheidstoestand ging achteruit en hij overleed in het psychiatrisch Sint-Alexisziekenhuis in Grimbergen. 